# フェルディナント・ゲオルク・ヴァルトミュラー
フェルディナント・ゲオルク・ヴァルトミュラー（ドイツ語: Ferdinand Georg Waldmüller、1793年1月15日 - 1865年8月23日）は、オーストリア帝国のビーダーマイヤー時代の画家。

## 生涯

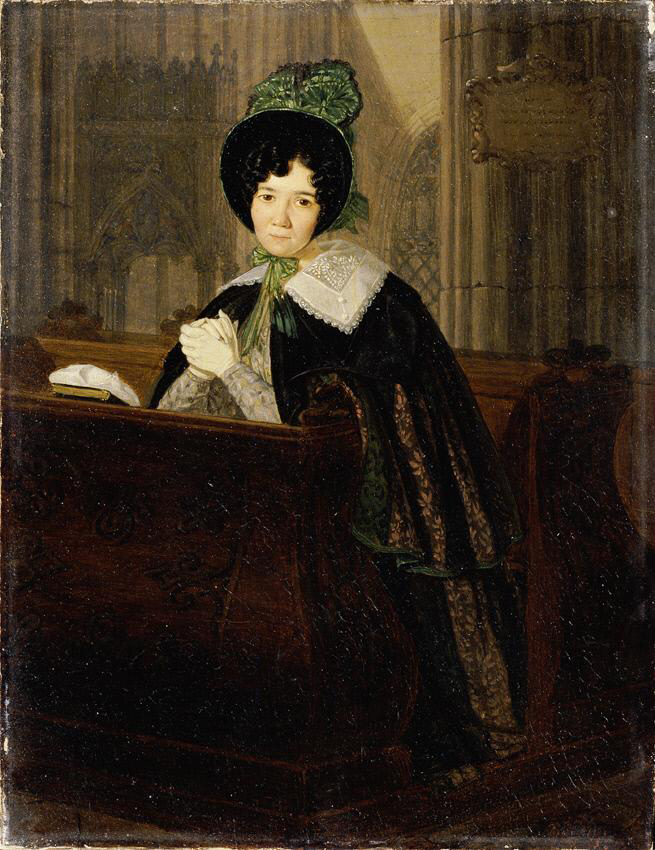
妻カタリーナ・ヴァルトミュラー

1793年1月15日、ウィーンで誕生した。1814年、オペラ歌手のカタリーナ・ヴァイトナーと結婚した。
1814年から1815年にかけて、ウィーン会議が開催された。肖像画を得意とするイギリスの宮廷画家トーマス・ローレンスがウィーンにやって来たのを契機として、オーストリア貴族にも肖像画の需要が生まれた。そこでヴァルトミュラーは肖像画家として活躍したが、その肖像画はドミニク・アングルの作風に似たものであった。
ヴァルトミュラーが1827年に描いたベートーヴェンの肖像画は、ヨーゼフ・カール・シュティーラーの描いた肖像画ほどではないが、有名である。1827年、オーストリア皇帝フランツ1世の肖像画を依頼され、ますます貴族からの依頼を受けるようになった。
1834年、妻カタリーナと離婚した。
ヴァルトミュラーは風景画もよく描いたが、彼は工業化されていく都市からの逃避的な意味を風景画に持たせた初めての画家であった。

## ギャラリー

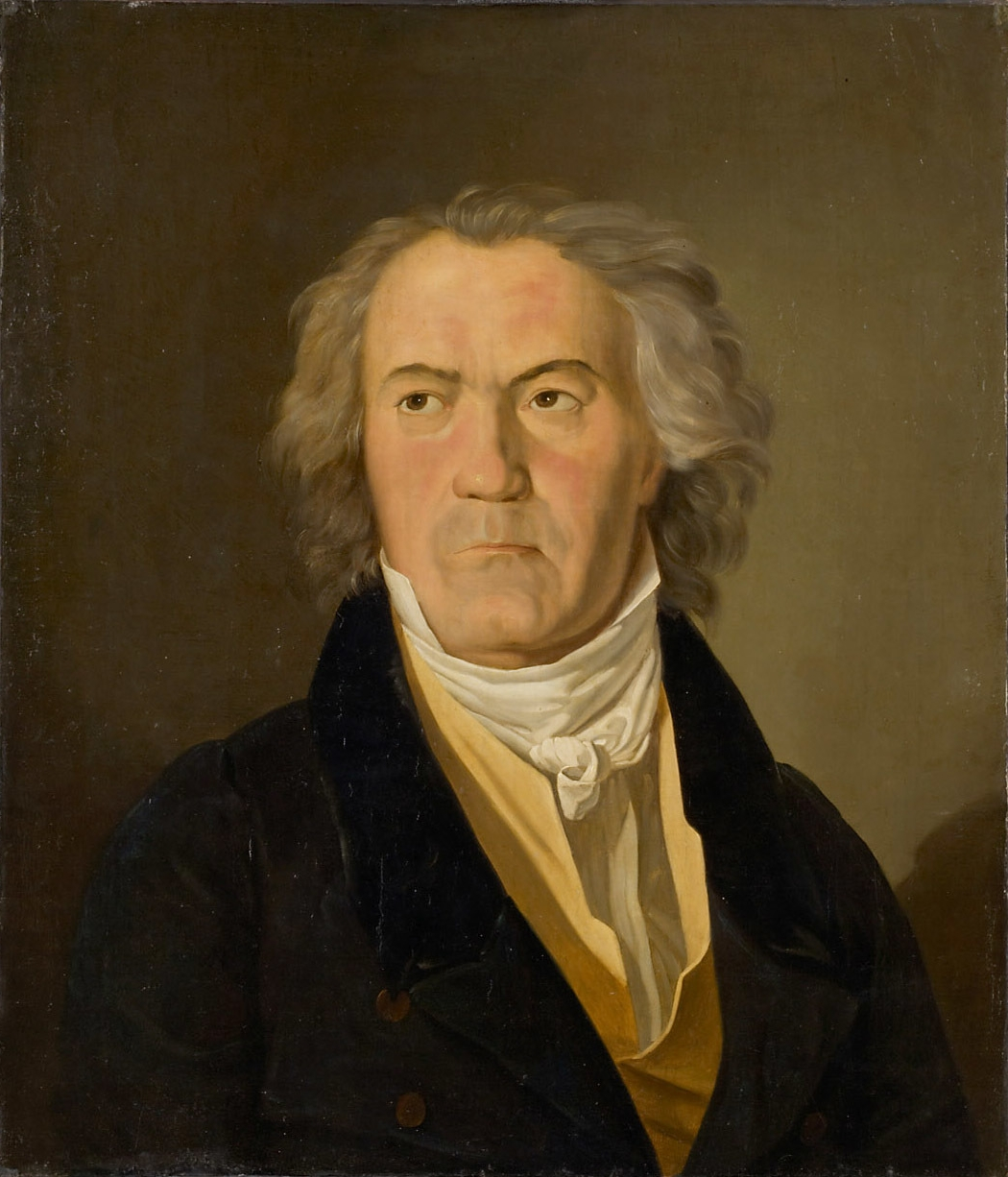
ベートーヴェンの肖像画（1823年）
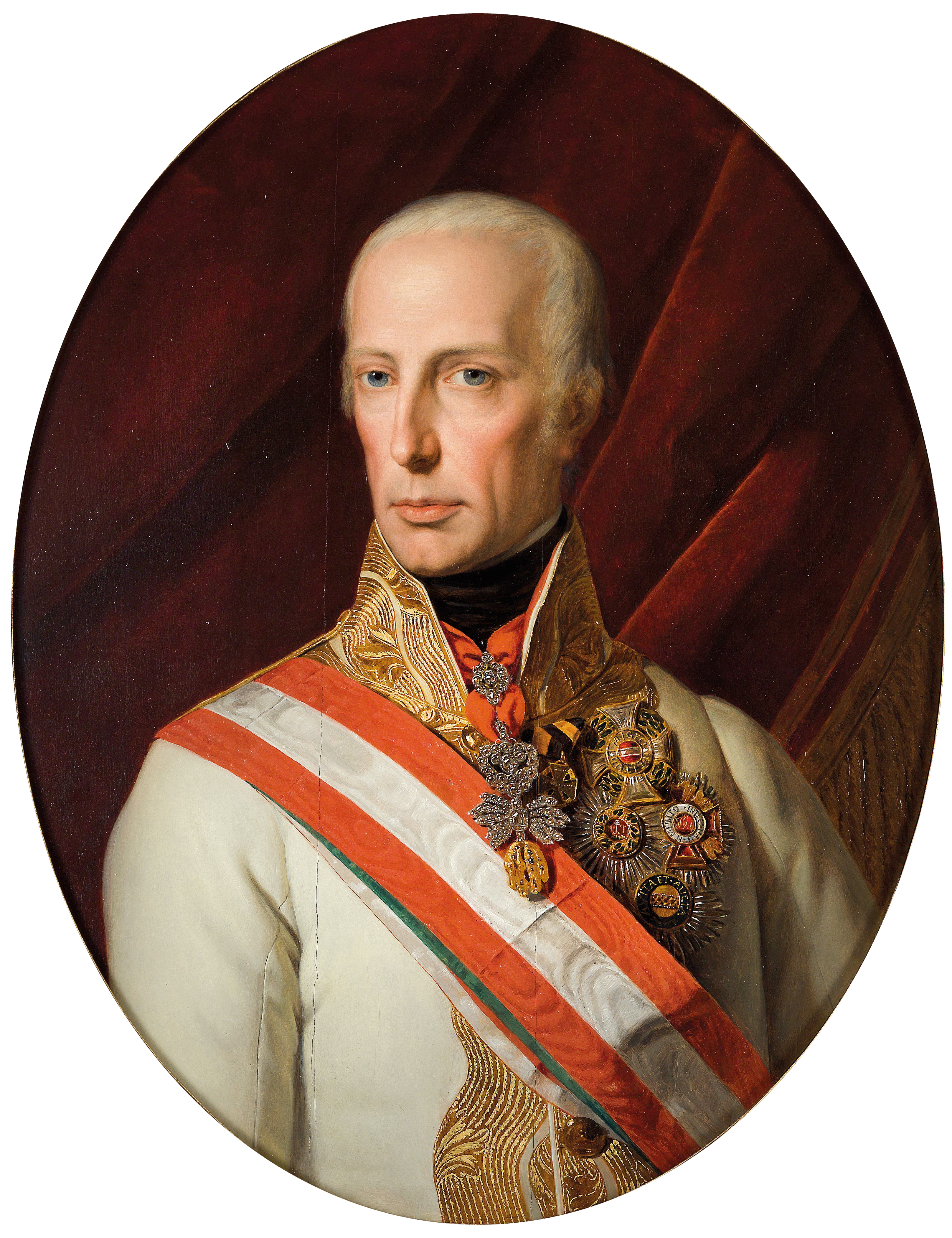
オーストリア皇帝フランツ1世の肖像画（1827年）
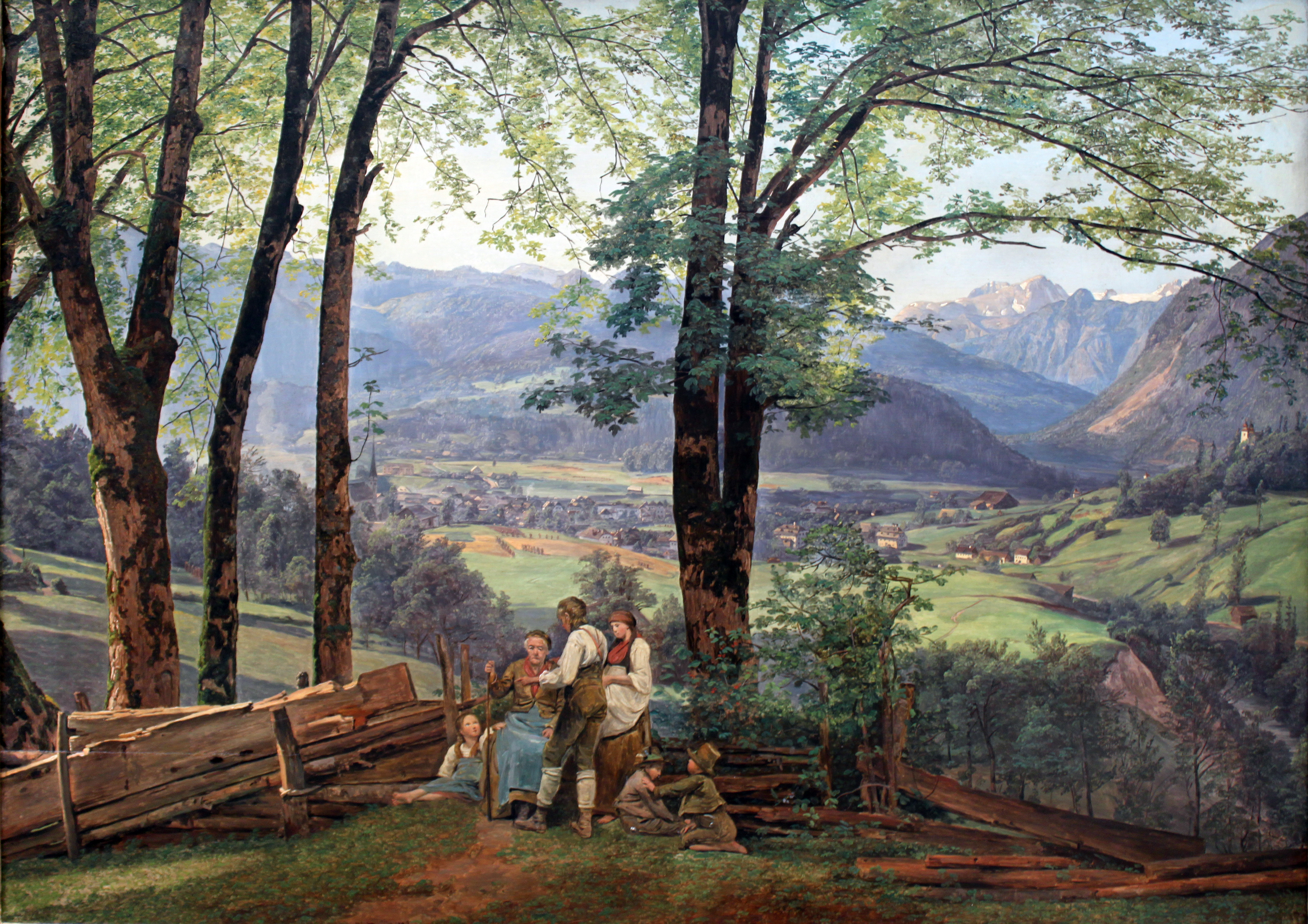
『イシュルの眺め』（Blick auf Ischl）1838年
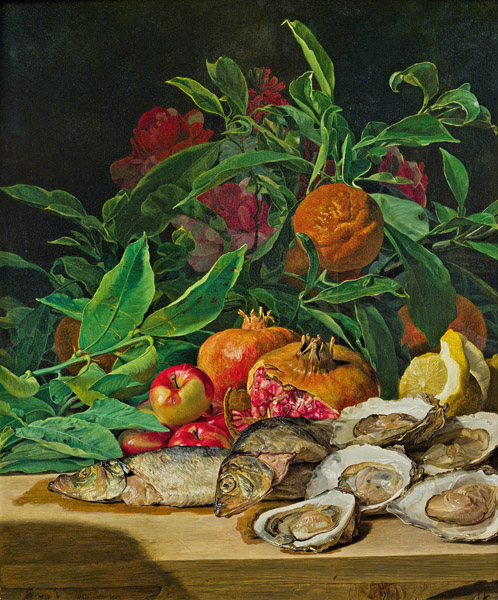
『牡蠣、魚、熱帯果実のある静物画』（Stillleben mit Austern, Fischen und Südfrüchten）1842年
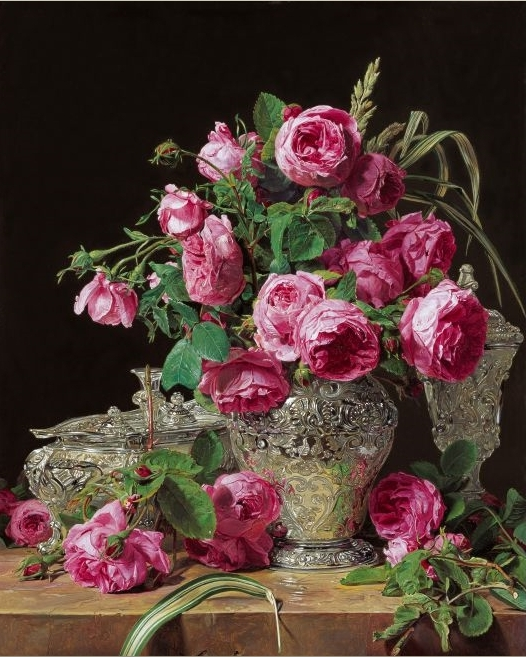
『バラ』（Roses）1843年
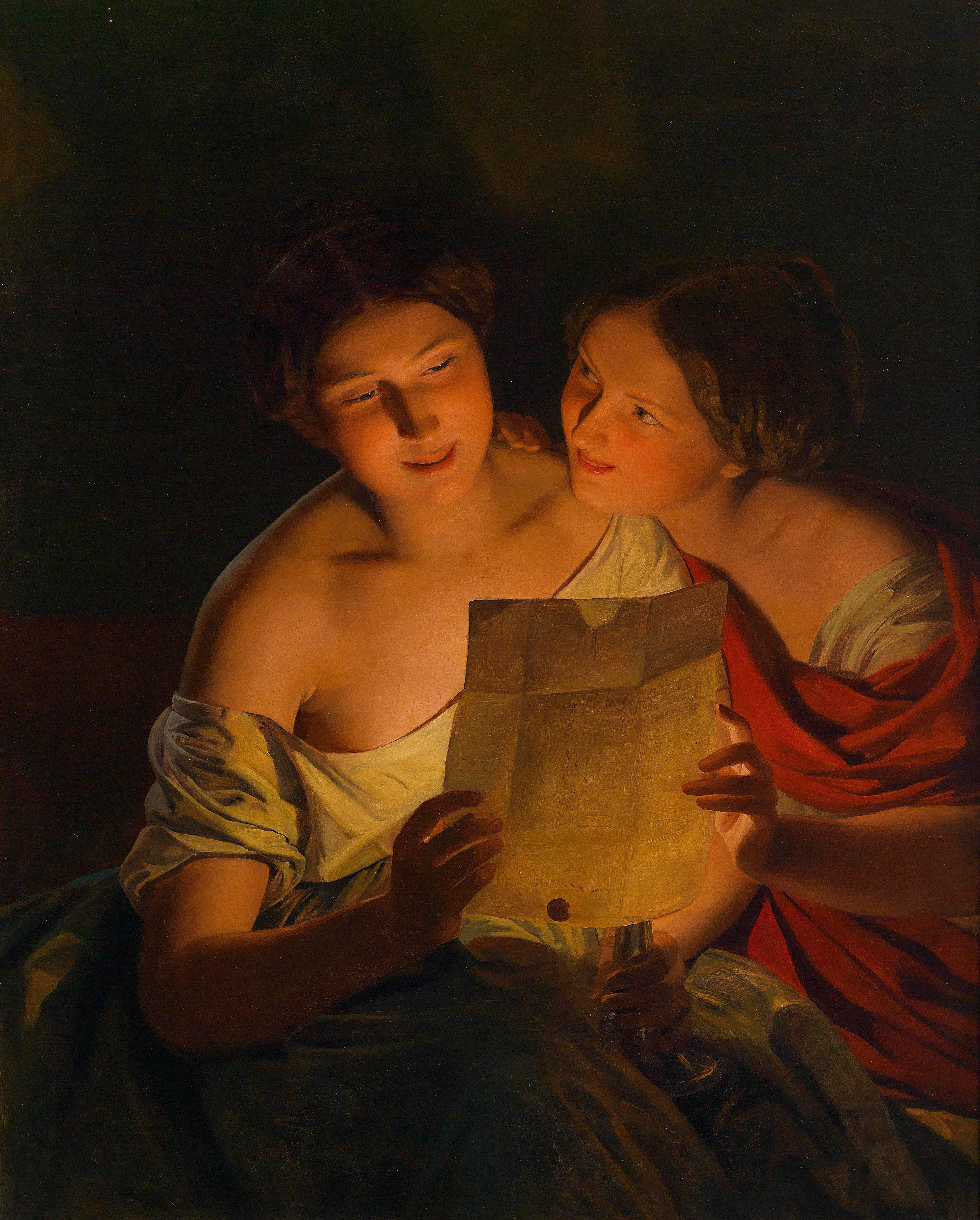
『恋文』（Der Liebesbrief）1849年
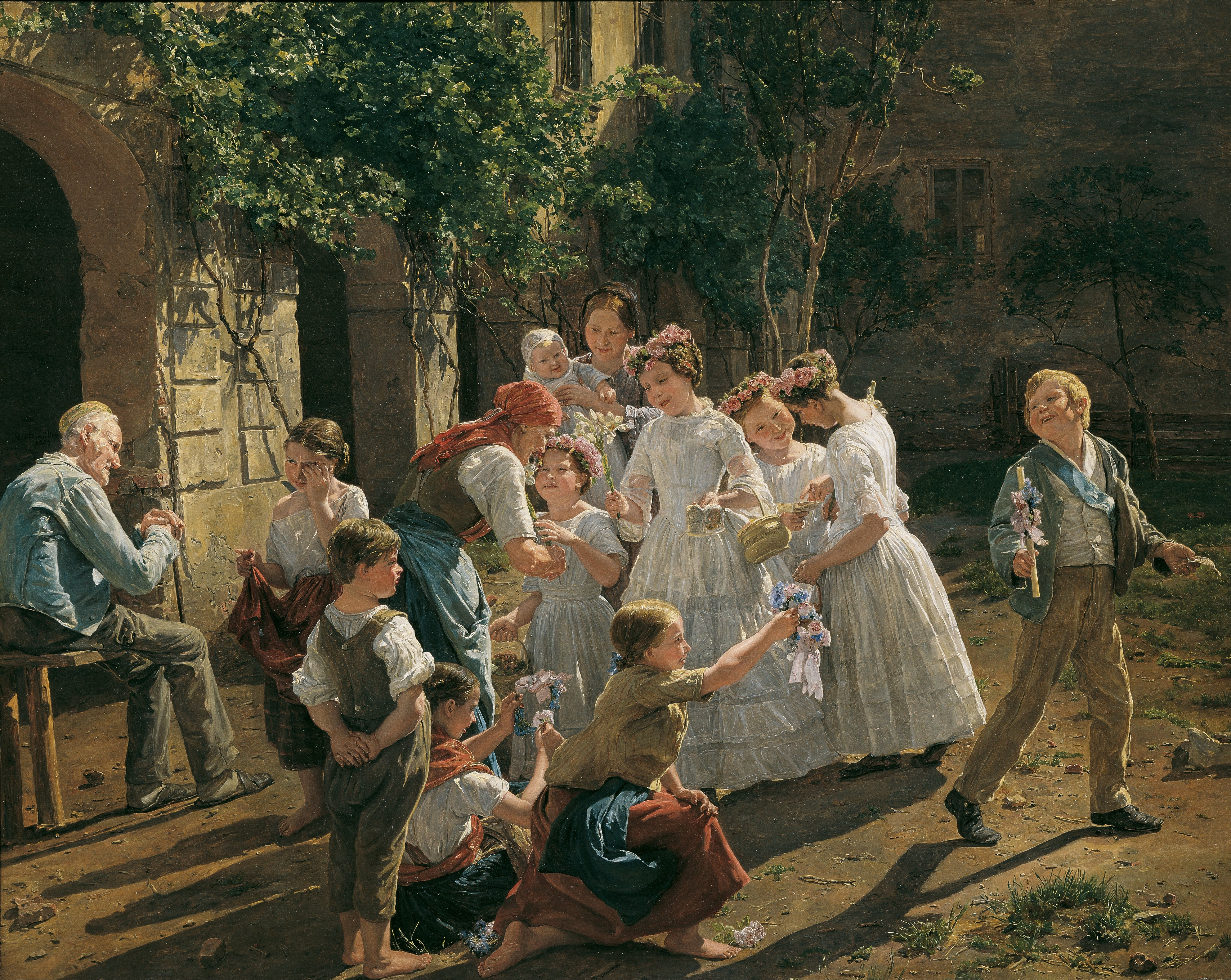
『聖体祭の朝』（Am Fronleichnamsmorgen）1857年
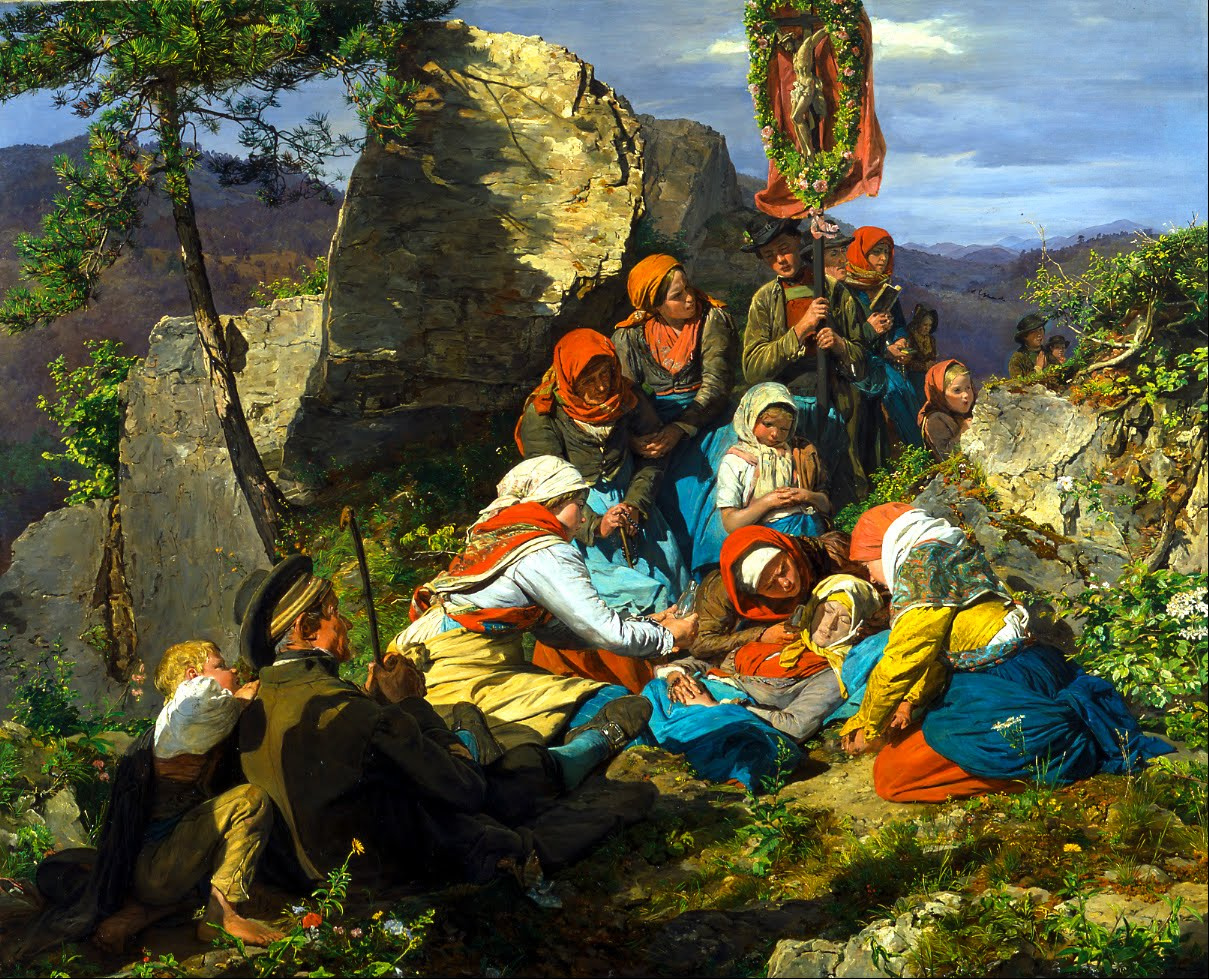
『中断された巡礼』（Unterbrochene Wallfahrt）1858年
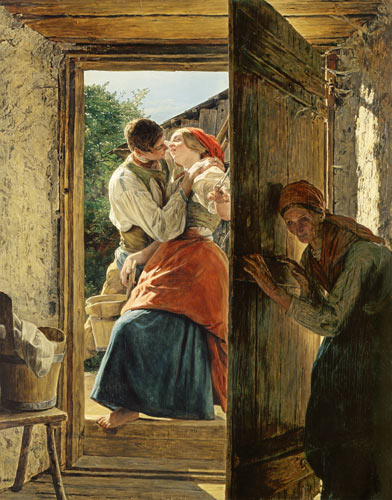
『盗み聞きされた恋人たち（口づけ）』（Belauschte Liebesleute）1858年
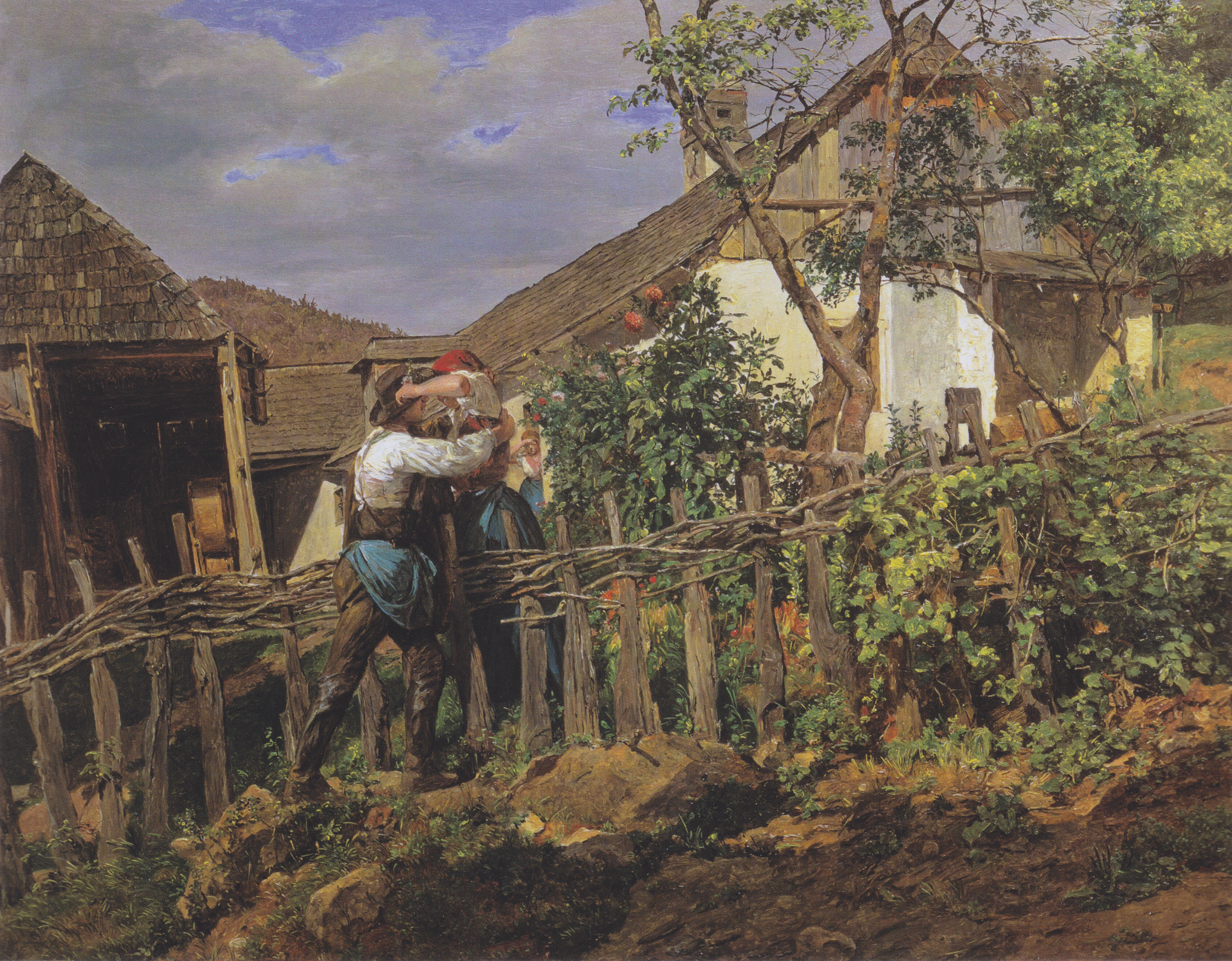
『隣人』（Die Nachbarn）1859年
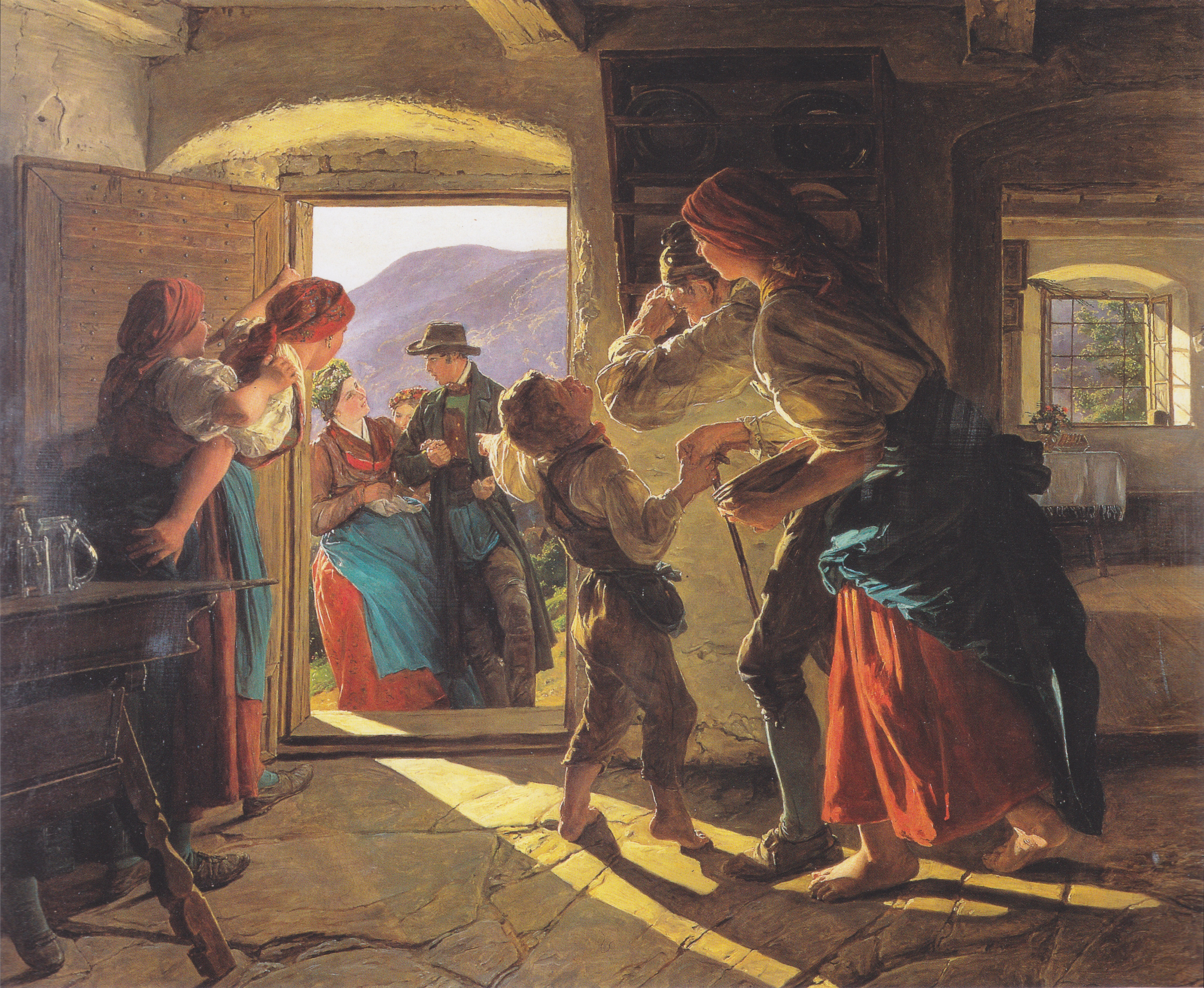
『新婚夫婦の入口』（Eintritt der Neuvermählten）1859年
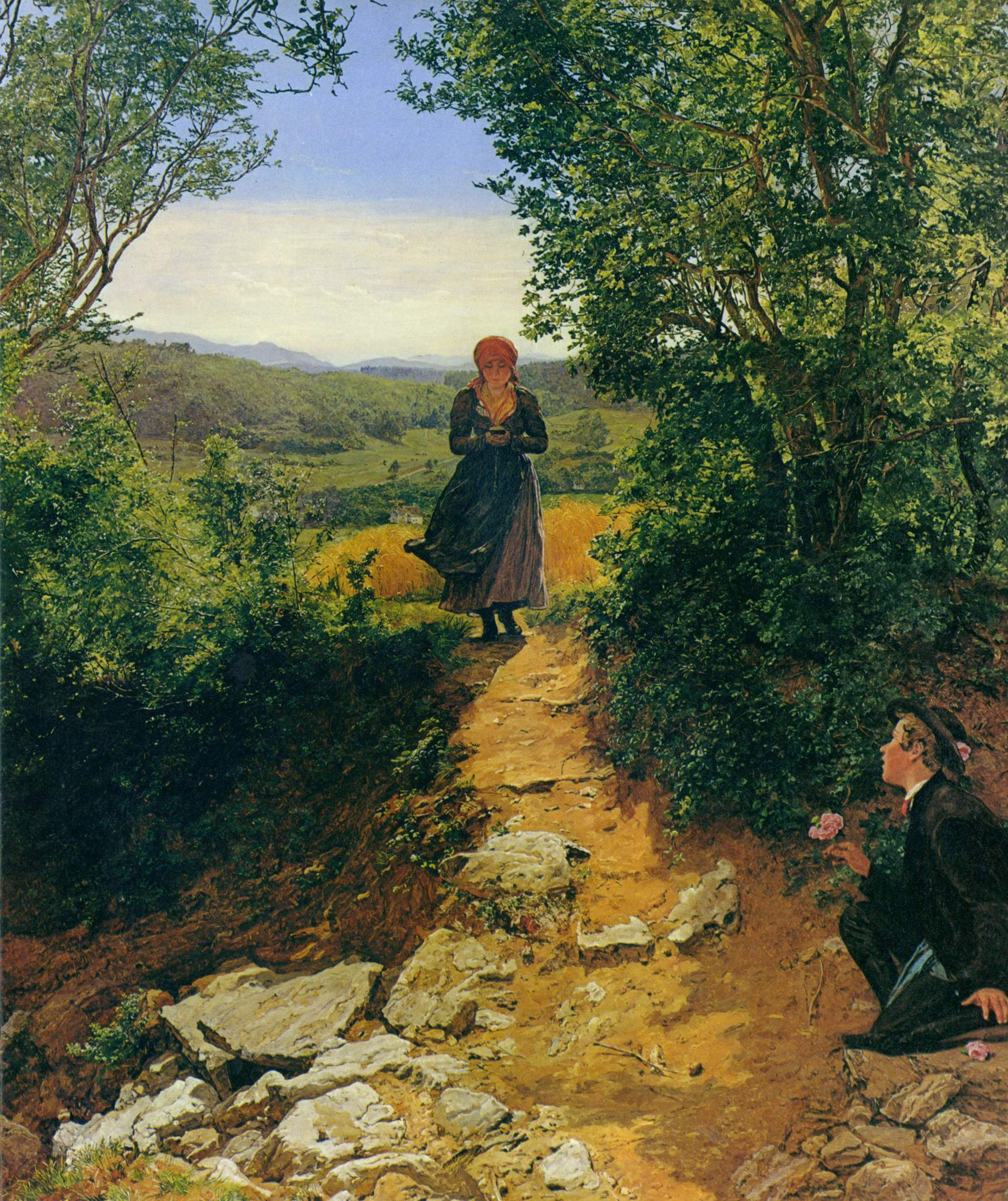
『期待』（Die Erwartete）1860年頃
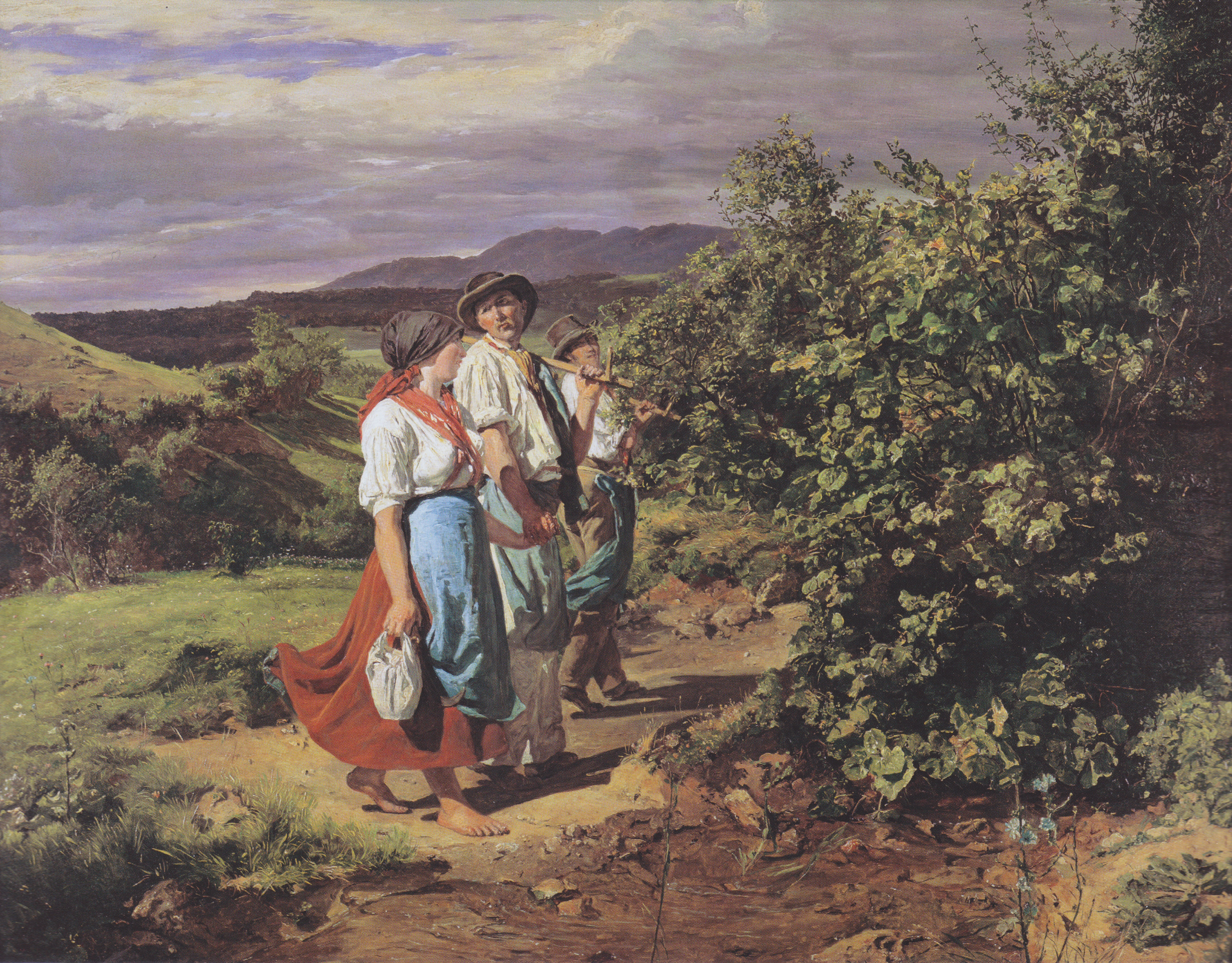
『岐路の恋人たち』（Die Liebenden am Scheideweg）1861年
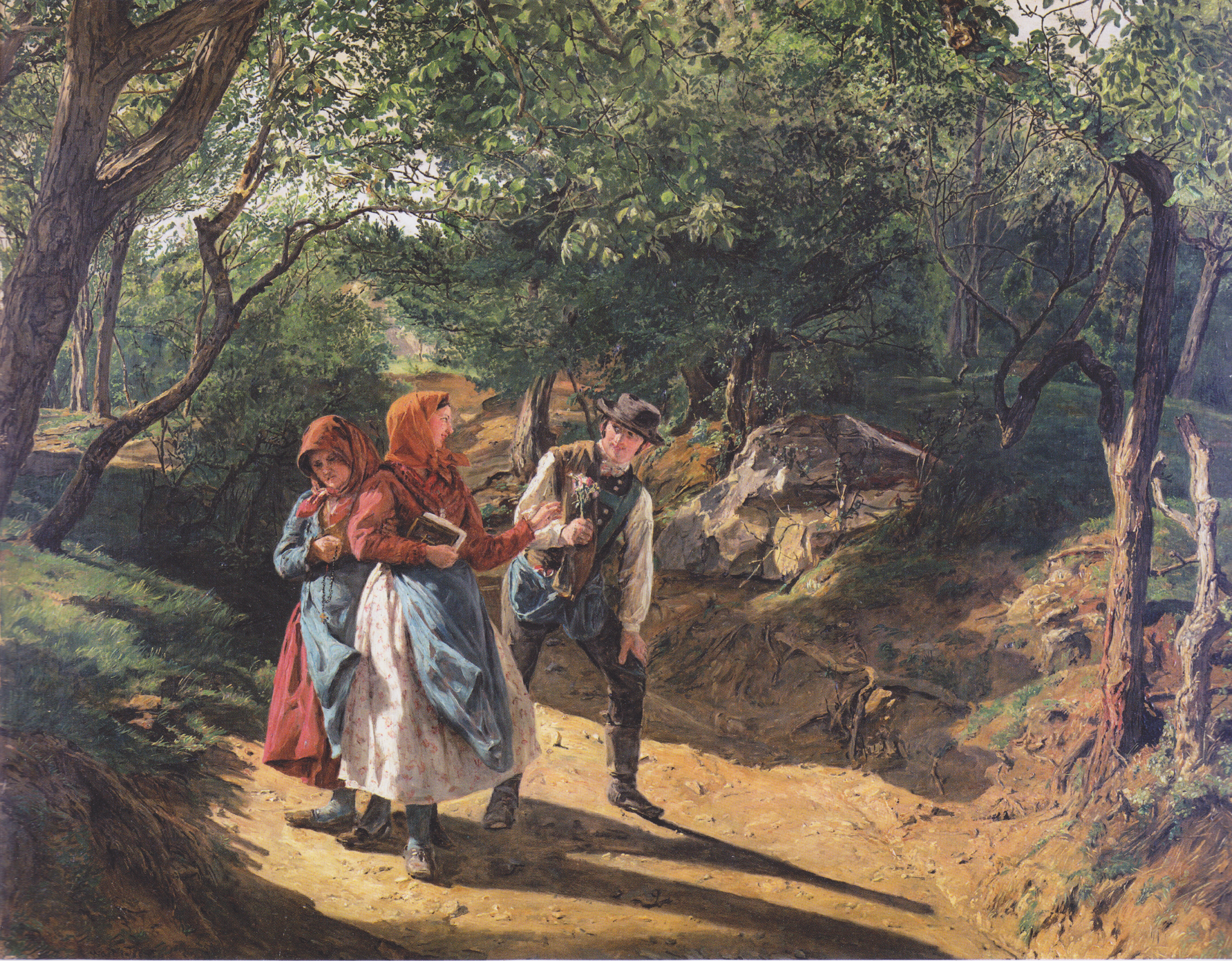
『森での出会い』（Begegnung im Walde）1863年
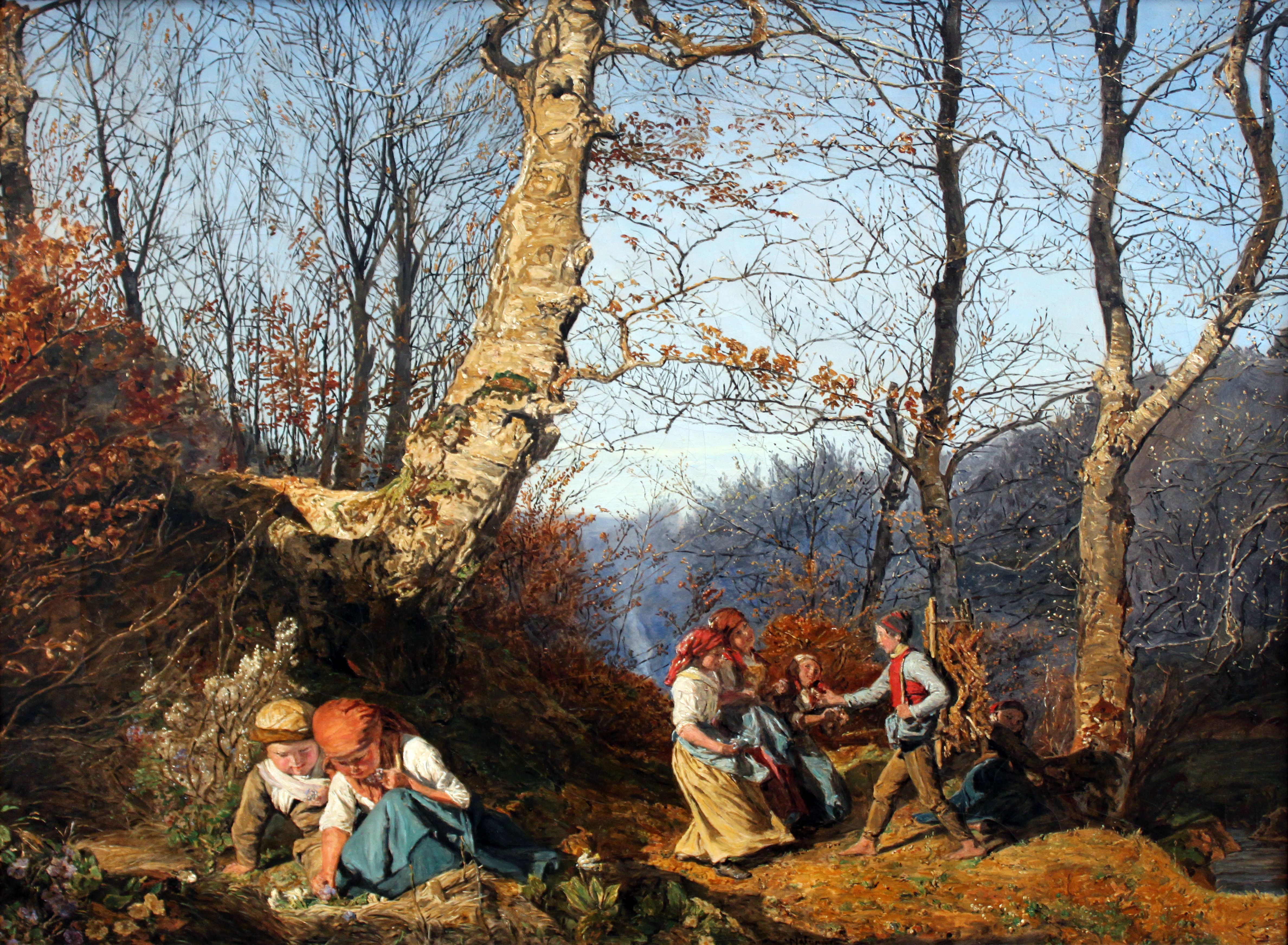
『ウィーンの森の早春』（Vorfrühling im Wiener Wald）1864年